# Clicket
Een Clicket is kleurig plastic balletje van iets meer dan een centimeter diameter dat een magneetje omvat zodat deze balletjes samen een speelgoed vormen.
In het begin van de jaren tachtig ontstond er, eerst in Nederland en later internationaal, een ware rage rond dit speelgoed.
Op 23 september 1983 opende de Groninger commissaris van de Koningin Henk Vonhoff in Leek een clickets-fabriek waar in korte tijd honderden miljoenen stuks werden gefabriceerd. De onderneming zou echter in een financieel debacle eindigen, waarvan vooral bedenker G. Sebastiaan Vos de dupe werd.
In de hoogtijdagen van de Clicket was de firma "Clickets" sponsor van de Bussumse honkbalclub HCAW, die haar wedstrijden destijds speelde onder de sponsornaam "Clickets HCAW".